# Xã Liberty, Quận Cape Girardeau, Missouri
Xã Liberty (tiếng Anh: Liberty Township) là một xã thuộc quận Cape Girardeau, tiểu bang Missouri, Hoa Kỳ. Năm 2010, dân số của xã này là 439 người.